# Bruchophagus medicaginis
Bruchophagus medicaginis är en stekelart som beskrevs av Zerova 1992. Bruchophagus medicaginis ingår i släktet Bruchophagus och familjen kragglanssteklar. Inga underarter finns listade.